# Werner Klippert
Werner Klippert (* 22. April 1923 in Offenbach am Main; † 19. November 2024) war ein deutscher Autor und Dramaturg. Er war vor allem Hörspielautor und Hörspielregisseur, der als Hörspielexperte bekannt wurde und ab 1970 als Leiter der Hörspielabteilung des Saarländischen Rundfunks wirkte.

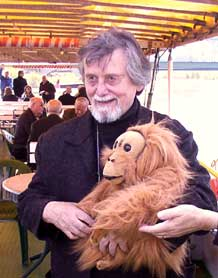
Werner Klippert, 2009 (Foto: Thomas Klippert)

## Leben
Werner Klippert, Sohn von Paula Klippert, geborene Kemmerzell, und dem kaufmännischen Angestellten Hans Klippert, studierte nach Krieg, Verwundung und Gefangenschaft von 1946 bis 1954 an der Goethe-Universität in Frankfurt am Main Germanistik und Geschichte sowie Theaterwissenschaft, Philosophie und Soziologie. Neben dem Studium betätigte er sich ab 1948 in freier journalistischer Tätigkeit als Feuilletonist, Theater- und Kunstkritiker (insbesondere schrieb er Funkkritiken) und besuchte eine Schauspielschule. 1954 absolvierte er sein Staatsexamen und begann seine bis 1965 andauernde Arbeit als Gymnasiallehrer. Er war von 1959 bis 1965 Jurymitglied beim Hörspielpreis der Kriegsblinden. Von 1964 bis 1967 wirkte er zudem als Lehrbeauftragter der Universität Frankfurt und lehrte Theorie und Praxis des Hörspiels.
Von 1965 bis 1967 war er Dramaturg beim Hessischen Rundfunk, von 1967 bis 1970 Hörspiel-Chefdramaturg beim Norddeutschen Rundfunk. Er wurde danach Leiter der Abteilung Hörspiel und Regisseur beim SR.
Er machte sich durch die Mitarbeit an Reclams Hörspielführer, den Heinz Schwitzke 1969 herausgab, als einziger Feuilletonist, der in den frühen 50er und 60er Jahren wöchentlich mehrmals Hörspiele rezensierte, als Verfasser von Elemente des Hörspiels (1977) und als Autor der ersten Kurzhörspiel-Ästhetik (in Vier Kurzhörspiele beim Reclam-Verlag) einen Namen.
Werner Klippert war evangelisch, heiratete 1954 die Schauspielerin Ria Wullinger und hatte drei Kinder, darunter Marion Kemmrzell.
Er war Mitglied beim PEN-Zentrum Deutschland und, wie seine Tochter Marion Kemmerzell, im Vorstand des (VS) Saar: Verband deutscher Schriftsteller in ver.di.

## Werke
Schriften
- Elemente des Hörspiels. 1977.
- als Hrsg.: Vier Kurzhörspiele. 1976.
- als Hrsg.: Hörspiele saarländischer Autoren. 1982.
- Scheisskrieg. Zwei Erzählungen. Neu-Isenburg 1991
- Deserteure. Erzählungen. Neu-Isenburg 1993
- Drôle de Guerre. Erzählungen. Herdecke 1994
- Schlehenschnaps. Ökokrimi. Blieskastel 1997
- De Tschupp, de Maikäwer, de Babbes un annere Lehrer un mir beese Buwe. Schülerstreiche im „Dritten Reich“. Herdecke 1998
- Also sprach der Orang-Utan - ein Medienmensch erzählt. - ein Medienmensch erzählt - Blieskastel 2002
- Der Denuziant. Erzählung. Patio 2007
- Chefs oder das Medium bin ich. Roman. PoCul 2010

Hörspiele
- Perikles wählt Krieg, HR 1955/56
- Also sprach der Orang Uthan, SR 1964 (Autor und Regie)
- Das Kinderzimmer, HR 1967, nach Bradbury
- Der Fall Sebatinsky, SR 1971, nach Asimov
- Also sprach der Orang-Utan, SR 1977
- Das Innsbrucker Osterspiel von 1391, SR 1984/85, zusammen mit Rainer Petto

Features und Hörspieltheorie
- Aus der Schule des Hörspiels geplaudert Sendereihe des Deutschlandfunk 1968/69
- Elemente des Hörspiels. Reclam Verlag, Stuttgart 1977 (Online-Version)
- NWT 81 - 30. Nationaler Wettbewerb der Tonbandamateure, SR 1981
- Internationaler Wettbewerb der Tonbandamateure 83, SR 1983
- NWT 84 - Nationaler Wettbewerb der Tonbandamateure, SR 1984
- IWT 84 - Internationaler Wettbewerb der Tonbandamateure, SR 1984
- IWT 85 - 34 Internationaler Wettbewerb der Tonbandamateure, SR 1985
- NWT 86, SR 1986
- NWT 87 / IWT 87: Ich brauche kein Studio, SR 1987
- NWT 88 / IWT 88, SR 1989
- Steckenpferd Hörspiel - Berichte, Gespräche, Beispiele, WDR 1992
- Elemente des Hörspiels. PoCul Verlag, Saarbrücken 2012

## Rezensionen
Ernst Johann schreibt über die „Elemente des Hörspiels“ in der FAZ 28. Mai 1977 „Nur ein Reclamheft und doch ein Wälzer, weil er umwälzt.“
Uwe Herms schreibt zu „Chefs oder das Medium bin ich“ in „die horen - Zeitschrift für Literatur, Kunst und Kritik“
Nr. 241 -1. Quartal 2011 (ursprünglich von Schiller 1794 gegründet)
"Der große Hörspielmann Werner Klippert hält Gerichtstag im Roman...
In 28 Kapiteln (von 'Büro' bis der 'Leichenschmaus') ... geschieht ... etwas Erstaunliches, etwas ganz Excellentes. Klipperts alter ego, um dessen Berufs- und Lebensgeschichte sich der Erzähl- und Reflexionsstoff entfaltet, heißt Kern, und tatsächlich repräsentiert Kern etwas durch alle Fährnisse  unzerstörbar Standhaftes, Haltbares, eine Identität, die in allen Lebenssituationen noch in der Kraft sich befindet, auf des Pudels Kern hin zu reflektieren, dass die räumlich wie zeitlich entlegensten Vorkommnisse seltsam im Innersten zusammenhängen...
Die Welt der Büros und der Studios mit seinen Besatzungen stellt Klippert so genau dar, wie vor vielen Jahren Walter E. Richardz in seinem bis heute berühmten Büroroman...
Man muß diesen Text nicht als Radioroman hören, das schiere, lustvoll hingegebene Lesen stellt uns das Leben Kerns vor das lauschende Seelenohr, in klug verbundenen Flashbacks und Epiphanien. Der Autor hat ein fein ziseliertes Selbstbetrachtungswerk unverwechselbar eigenen Stils verfaßt, das das Individuum Kerns und durch dessen erinnertes Dasein zugleich eine Zeitzeugengeschichte aus der alten Bundesrepublik bietet..."